# Patrick Warburton
Patrick John Warburton, född 14 november 1964 i Paterson i New Jersey, är en amerikansk skådespelare. 
Warburton spelade titelrollen i The Tick (engelska för fästingen), en TV-serie om en superhjälte i blå trikåer och antenner som gick på ZTV 2001-2003. Han spelade också den återkommande karaktären David Puddy i TV-serien Seinfeld. David Puddy var en mekaniker som bland annat var serviceman på Jerry Seinfelds bil. Framförallt var han dock karaktären Elaines tillfällige pojkvän, vid flera tillfällen, i samma serie. Han har även spelat maken Jeff Bingham i situationskomediserien Rules of Engagement. Han gör även rösten till Joseph "Joe" Swanson i Family Guy, har en liten roll i Men in Black II och har dubbat flera animerade filmer.
År 1991 gifte sig Warburton med Cathy Jennings och paret har fyra barn tillsammans.

## Filmografi i urval
- 1995–1998 – Seinfeld (TV-serie)
- 1999–2014 – Family Guy (TV-serie) (röst)
- 2000 – Scream 3
- 2000 – Kejsarens nya stil (röst)
- 2000–2001 – Buzz Lightyear, rymdjägare (TV-serie) (röst)
- 2001–2002 – The Tick (TV-serie)
- 2002 – Men in Black II
- 2002–2007 – Kim Possible (TV-serie) (röst)
- 2004 – Kogänget (röst)
- 2005 – Kejsarens nya stil 2 – Kronks nya stil (röst)
- 2005 – Sanningen om Rödluvan (röst)
- 2006–2008 – Kejsarens nya skola (TV-serie) (röst)
- 2006 – Vilddjuren (röst)
- 2006 – Boog & Elliot - Vilda vänner (röst)
- 2007 – Underdog
- 2007 – Bee Movie (röst)
- 2007 – Call of Duty 4: Modern Warfare (röst i dataspel)
- 2007–2013 – Rules of Engagement (TV-serie)
- 2011 – Archer (TV-serie) (röst)
- 2012 – Ted
- 2013 – Movie 43
- 2014 – Herr Peabody & Sherman (röst)
- 2014 – Flygplan 2: Räddningstjänsten (röst)
- 2015 – Ted 2